# Milano Arena
Milano Arena – stadion piłkarski w Kumanowie, w Macedonii Północnej. Może pomieścić 3000 widzów. Swoje spotkania rozgrywa na nim drużyna FK Miłano. Obiekt powstał w 1991 roku, a w latach 2003 i 2008 przechodził renowacje. Obiekt był jedną z aren kobiecych Mistrzostw Europy U-19 w 2010 roku. Rozegrano na nim trzy mecze fazy grupowej oraz jeden półfinał.